# Gyula Alapy
Gyula Alapy (n. 20 octombrie 1872, Komárom-d. 20 ianuarie 1936, Komárom) a fost un scriitor, arhivist și politician maghiar.